# Eucereon hoegei
Eucereon hoegei är en fjärilsart som beskrevs av Druce 1884. Eucereon hoegei ingår i släktet Eucereon och familjen björnspinnare. Inga underarter finns listade i Catalogue of Life.